# 无锡运河公园
31°35′14″N 120°16′58″E / 31.58712°N 120.28271°E
运河公园，是位于中华人民共和国江苏省无锡市的一个公园，位于无锡古运河与新运河的交汇处、蓉湖大桥东南堍。

## 特点
运河公园西领惠山，三面环水，原为无锡米市和一些粮油运输、仓储、加工业工厂旧址。之后经历数次整修，工程由郊区绿化处、崇安区绿化处、市绿化建设公司施工，1999年荣获得公共绿地工程第一等奖。2007年4月30日，运河公园园内的何振梁与奥林匹克陈列馆奠基，该时间也为公园的始建日期。园内景点有“何振梁与奥林匹克陈列馆”、允福面粉厂旧址、米业公所旧址、无锡市粮食局第二仓库旧址、滨河长廊、芙蓉池。

## 相关
- 江尖大桥
- 蓉湖大桥